# Morbus Köhler I
Der Morbus Köhler I oder die Juvenile Osteochondrose des Tarsus („jugendliche Umwandlung von Knorpel zu Knochen an der Fußwurzel“) ist die aseptische Knochennekrose des Os naviculare (Kahnbein der Fußwurzel) bei Kindern und Jugendlichen.
Das seltene Auftreten beim Erwachsenen wird als Müller-Weiss-Syndrom bezeichnet. Die Krankheit ist benannt nach Alban Köhler. Sie gehört zu den sogenannten präarthrotischen Fußdeformitäten.

## Definition und Abgrenzungen
Diese Köhlersche Krankheit heißt auch Köhler I oder aseptische Knochennekrose des Os naviculare pedis. Es handelt sich um eine aseptische juvenile Epiphyseonekrose des Kahnbeins am rechten oder linken Fuß. Diese Entwicklungsstörung tritt oft doppelseitig auf. Es besteht eine Androtropie. Es kommt zu schmerzhaften Weichteilschwellungen. Im Röntgenbild sieht man Verschmälerungen der Knochenbälkchen. Im späteren Verlauf kommt es zur Strukturverdichtung mit einer sogenannten Bisquitform des Knochens. Regelhaft kommt es nach drei Jahren zur Spontanheilung.
Andere Namen sind Köhler-Krankheit und Köhler-Müller-Weiss-Syndrom. Es ist eine aseptische und avaskuläre Kahnbeinnekrose an einem Fuß. Der Morbus Köhler I ist vom Morbus Köhler II abzugrenzen; das ist die Köhler-Freiberg-Krankheit (Köhler-Syndrom II). Die Benennungen Köhler I und II sind Klinikjargon.
Die Köhlersche Krankheit (Köhler I) tritt meist einseitig auf, in 30 Prozent der Fälle aber beidseitig. Meistens sind Jungen im Alter von acht bis zwölf Jahren betroffen. Es kommt zu Fußschmerzen besonders bei Druck und Belastung.

## Geschichte
Die Krankheit Köhler I wurde zuerst 1908 von Alban Köhler und 1910 von Kay Schäfer beschrieben. Anfänglich sprach man nur von der Köhlerschen Krankheit.

## Ursachen
Die Ätiologie ist unbekannt.

## Klinik, Diagnostik und Differenzialdiagnostik

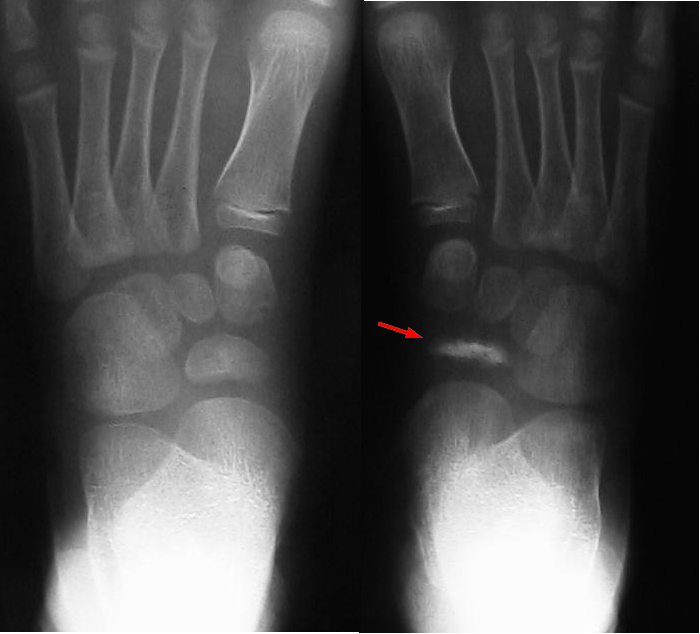
Morbus Köhler I bei einem achtjährigen Mädchen, normale Gegenseite

Es bestehen belastungsabhängige Schmerzen im Mittelfuß. Bei der klinischen Untersuchung findet man Druckschmerz und gelegentlich Schwellung über dem betroffenen Os naviculare.
Im Röntgenbild imponieren eine scheibenförmige Verschmälerung und eine zunehmende Knochendichte im Os naviculare. Ein schollenförmiger Zerfall des Knochens ist möglich. Weiterhin besteht eine Gelenkspaltverbreiterung zwischen Talus und Os naviculare. 
Die Differenzialdiagnosen beinhalten eine posttraumatische Vaskularisationsstörung, einen Tumor, eine Entzündung sowie ein Os naviculare bipartitum. „Eine Fußwurzeltuberkulose muß differentialdiagnostisch ausgeschlossen werden.“
Fehlt hingegen die klinische Symptomatik bei lediglich auffallender Struktur des Os naviculare im Röntgenbild, liegt in der Regel eine harmlose Normvariante vor (Ossifikationsvariante).

## Therapie und Prognose
Bei akuten Schmerzen Ruhigstellung im Unterschenkelgips und Entlastung für acht bis zwölf Wochen, danach Einlagenversorgung in beiden Schuhen zur Unterstützung der Längswölbung. Meist erfolgt eine Restitutio ad integrum. Eine sekundäre Arthrose ist möglich.

## Hinweise
Es gibt insgesamt fünf nach Alban Köhler benannte orthopädische Krankheiten an den Extremitäten (Köhlersche Krankheiten, Köhlersche Syndrome):
- Morbus Köhler I
- Morbus Köhler II (Morbus Köhler-Freiberg)
- Die Köhler-Erkrankung der Metakarpalia heißt auch Dietrich-Syndrom oder Dietrich-Krankheit. Es ist eine Epiphyseonekrose der Mittelhandknochen, vor allem der Metakarpalköpfchen II und III. Benannt nach dem Chirurgen Hans Dietrich (1891–1956).[10]
- Das Stieda-Pellegrini-Syndrom mit dem Stieda-Pellegrini-Köhler-Schatten.
- Das Köhler-Mouchet-Syndrom heißt auch Preiser-Syndrom[11] oder Preiser-Krankheit.[12]

Irrtümlich wurden die Krankheiten Köhler I und Köhler II von Maxim Zetkin und Herbert Schaldach dem deutschen Biologen Georges Jean Franz Köhler zugeschrieben.